# Streptopogon erythrodontus
Streptopogon erythrodontus là một loài Rêu trong họ Pottiaceae. Loài này được (Taylor) Wilson miêu tả khoa học đầu tiên năm 1851.